# Novo Selo (gmina Lebane)
Novo Selo (cyr. Ново Село) – wieś w Serbii, w okręgu jablanickim, w gminie Lebane. W 2011 roku liczyła 146 mieszkańców.